# Moișa, Suceava
Moișa este un sat în comuna Boroaia din județul Suceava, Moldova, România.

## Geografie
Satul se întinde până sub poalele culmii subcarpatice Pleșu, în vecinătatea celui mai înalt punct al Subcarpaților Moldovei, vârful Cerdac (911 metri) și pe valea a două pâraie: Moișa și Săcuța.

## Istorie
Din cele mai vechi izvoare scrise, cât și după spusele celor bătrâni, în Moișa existau, prin anul 1830, vreo 30 de case, locuite de țărăni, agricultori și crescători de vite pe moșiile mănăstirilor Neamț și Râșca.
Satul Moișa a primit numele de la pârâul cu același nume, ce curge în apropiere de mănăstirea Râșca. Primii locuitori ar fi venit de peste munți, din Ardeal. În anul 1922 Moișa era cunoscută ca o parohie cu o biserică din lemn, construită din copaci ciopliți prinși în cheetori, așa fel, încât vântul pătrundea la urechi. Pe atunci biserica avea mai mult de 100 de ani și se spune că a fost ridicată de locuitori cu cheltuiala mănăstirii Râșca.
Între anii 1926 - 1932 credincioșii din Moișa au construit o biserică mare și încăpătoare, cu interior luminos, pictată și zugrăvită peste tot. Biserica aceasta avea o temelie de piatră și ciment, zidită din cărămidă până la streașină, cu bolțile arcuite din lemn și cu două turnuri deasupra. Biserica veche a fost demolată și dăruită parohiei Iorcani din comuna Tătărași, județul Iași.
Cel de-al doilea război mondial a silit populația satului să fugă în munți, în anul 1944, iar biserica și multe case din centrul satului au ars. Îndată după război, locuitorii din Moișa, în frunte cu preotul Grigoraș Alexandru, au ridicat din lemn o nouă biserică, în numai câteva luni, în vara anului 1945. Biserica nu are un stil deosebit. Ea este construită în formă de cruce cu turn deasupra naosului. Nu are pictură murală.
După 23 ani, această biserică, construită în grabă, prezenta numeroase stricăciuni, iar apa pătrundea în acoperiș. Obștea satului a luat hotărârea să construiască un nou locaș bisericesc, pentru care s-a întocmit un deviz. Era necesar să se facă această construcție, ca să fie la nivelul altor construcții ce s-au ridicat în sat după război, cum sunt școala elementară de opt clase, căminul cultural și un magazin de desfacere al cooperativei, toate în apropierea bisericii. Cea mai veche casă din sat este casa parohială, cu o vechime de 100 ani.
Parohia Moișa avea 420 de familii, cu 1430 de suflete.